# Salvador Vizcarra
Salvador Vizcarra fue un político mexicano miembro del Partido Revolucionario Institucional. Fue diputado por el II Distrito Electoral Federal de Colima en la XXX Legislatura del Congreso de la Unión de México.  